# Takaaki Shichi
Takaaki Shichi (født 27. december 1993) er en japansk fodboldspiller, som spiller for den japanske fodboldklub Matsumoto Yamaga FC.